# Ferdinand de Saussure
Ferdinand de Saussure (pronúncia em francês: [fɛʁdinɑ̃ də sosyʁ]; Genebra, 26 de novembro de 1857 – Morges, 22 de fevereiro de 1913) foi um linguista e filósofo suíço, cujas elaborações teóricas propiciaram o desenvolvimento da linguística enquanto ciência autônoma. Seu pensamento exerceu grande influência sobre o campo da teoria da literatura e dos estudos culturais.
Saussure entendia a linguística como um ramo da ciência mais geral dos signos, que ele propôs que fosse chamada de Semiologia. Graças aos seus estudos e ao trabalho de Leonard Bloomfield, a linguística adquiriu autonomia, objeto e método próprios. Seus conceitos serviram de base para o estruturalismo no século XX.

## Biografia
Ferdinand de Saussure (pronúncia em francês: [fɛʁdi'nã də so'syʁ]) nasceu em Genebra, em 26 de novembro de 1857. Filho de um eminente naturalista, foi introduzido pelo filólogo e amigo da família Adolphe Pictet aos estudos linguísticos. Saussure estudou Física e Química, mas continuou sendo introduzido aos cursos de gramática grega e latina. Em 1874, começou a estudar sozinho o sânscrito, usando a gramática de Franz Bopp. Por fim, convenceu-se de que sua carreira estava nos estudos da linguagem e ingressou em 1876 na Sociedade Linguística de Paris, fundada em 1866. Estudou línguas europeias na Universidade de Lípsia, em que ingressou em outubro de 1876. Após pouco menos de dois anos, transferiu-se por curto período à Universidade de Berlim. Aos vinte e um anos publicou uma dissertação sobre o sistema primitivo das vogais nas línguas indo-europeias (em francês: Mémoire sur le système primitif des voyelles dans les langues indo-européennes, de 1879), a qual foi muito bem aceita. Defendeu sua tese sobre o uso do caso genitivo em sânscrito, em Berlim, e retornou a Paris, onde passou a ensinar sânscrito, gótico, alto-alemão e depois Filologia Indo-Europeia. Retornou a Genebra, onde lecionou sânscrito e linguística histórica em geral.
Entre 1906 e 1910, Saussure ministrou três cursos sobre linguística na Universidade de Genebra. Em 1916, três anos após sua morte, dois de seus discípulos, Charles Bally e Albert Sechehaye, com a colaboração de Albert Ridlinger, compilaram as anotações de alunos que compareceram a estes cursos e editaram o Curso de linguística Geral, livro seminal da ciência linguística.
Paralelamente ao trabalho teórico reunido no Curso, Saussure também realizou, entre 1906 e 1909, outro estudo que é comumente chamado de Os Anagramas de Saussure. Nesse trabalho, o mestre genebrino perscrutou um corpus de poemas clássicos para tentar provar a existência de um mecanismo de composição poética baseado na análise fônica das palavras, mecanismo este formado pelo anagrama e pelo hipograma. O hipograma (palavra-tema) é um deus ou um herói diluído foneticamente no poema. O anagrama, por sua vez, é o processo que propicia a diluição do hipograma nos versos.

## As dicotomias saussurianas
- Língua vs. Fala

Saussure efetua, em sua teorização, uma separação entre Língua (Langue) e Fala (Parole). Para ele, a Língua é um sistema de valores que se opõem uns aos outros. Ela está depositada como produto social na mente de cada falante de uma comunidade e possui homogeneidade. Por isso é o objeto da linguística propriamente dita. A Fala, no entanto, é um ato individual e está sujeito a fatores externos, muitos desses não linguísticos e, portanto, não passíveis de análise.
- Sincronia vs. Diacronia

Ferdinand de Saussure enfatizou uma visão sincrônica, um estudo descritivo da linguística em contraste à visão diacrônica da linguística histórica, a qual estudava a mudança dos signos no eixo das sucessões históricas, estudo este que era a maneira pela qual o estudo de línguas era tradicionalmente realizado no século XIX. Ao propor uma visão sincrônica, Saussure procurou entender a estrutura da linguagem como um sistema em funcionamento em um dado ponto do tempo (recorte sincrônico).
- Sintagma vs. paradigma

O sintagma, definido por Saussure como “a combinação de formas mínimas numa unidade linguística superior”, surge a partir da linearidade do signo, ou seja, ele exclui a possibilidade de pronunciar dois elementos ao mesmo tempo, pois um termo só passa a ter valor a partir do momento em que ele se contrasta com outro elemento. Já o paradigma é, como o próprio autor define, um "banco de reservas" da língua, fazendo com que suas unidades se oponham, pois uma exclui a outra.
- Significante vs. significado

O signo linguístico constitui-se numa combinação de significante e significado, como se fossem dois lados de uma moeda. O significante é uma "imagem acústica" (cadeia de sons) e reside no plano da forma. O significado é o conceito e reside no plano do conteúdo.

## A teoria do valor
A teoria do valor é um dos conceitos cardeais do pensamento de Saussure. Sumariamente, esta teoria postula que os signos linguísticos estão numa relação diferencial e negativa entre si dentro do sistema de língua, pois um signo só adquire valor na medida em que não é um outro signo qualquer: um signo é aquilo que os outros signos não são.
Como exemplo disso, podemos ter a diferenciação entre cão e homem. A característica positiva "mamífero" não os distingue, mas a característica "quadrúpede", positiva no cão e negativa no homem, os distingue. Existindo outros animais com a característica "quadrúpede", outras características devem ser consideradas para definir o que o animal é. Todavia, é definitivo que não são homem por não possuírem a característica "bípede".
- O valor linguístico considerado em seu aspecto conceitual

Quando se fala do valor de uma palavra, pensa-se geralmente, e antes de tudo, na propriedade que tem de representar uma ideia, e nisso está, com efeito, um dos aspectos do valor linguístico. O valor, tomado em seu aspecto conceitual, constitui, sem dúvida, um elemento da significação, e é dificílimo saber como esta se distingue dele, apesar de estar sob sua dependência.
Visto ser a língua um sistema em que todos os termos são solidários e o valor de um resulta tão somente da presença simultânea de outros, dois fatores são necessários para a existência de um valor: eles são sempre constituídos por uma coisa dessemelhante, suscetível de ser trocada por outra cujo valor resta determinar; por coisas semelhantes que se podem comparar com aquela cujo valor está em causa. Dessarte, para determinar o que vale a moeda de cinco francos, cumpre saber: que se pode trocá-la por uma quantidade determinada de uma coisa diferente, por exemplo, pão; que se pode compará-la com um valor semelhante do mesmo sistema, por exemplo uma moeda de um franco, ou uma moeda de algum outro sistema (um dólar etc.). Do mesmo modo, uma palavra pode ser trocada por algo semelhante: uma ideia; além disso, pode ser comparada com algo da mesma natureza: uma outra palavra. Seu valor não estará então fixado, enquanto nos limitarmos a comprovar que pode ser "trocada" por este ou aquele conceito, isto é, que tem esta ou aquela significação; falta ainda compará-la com os valores semelhantes, com as palavras que se lhe podem opor. Seu conteúdo só é verdadeiramente determinado pelo concurso do que existe fora dela. Fazendo parte de um sistema, está não só revestida de uma significação como também, e sobretudo, de um valor, e isso é coisa muito diferente.
Alguns exemplos mostrarão que é de fato assim. O português carneiro ou o francês mouton podem ter a mesma significação que o inglês sheep, mas não o mesmo valor, isso por várias razões, em particular porque, ao falar de uma porção de carne preparada e servida à mesa, o inglês diz mutton e não sheep. A diferença de valor entre sheep e mouton ou carneiro se deve a que o primeiro tem a seu lado um segundo termo, o que não ocorre com a palavra francesa ou portuguesa.
No interior de uma mesma língua, todas as palavras que exprimem ideias vizinhas se limitam reciprocamente: sinônimos como recear, temer, ter medo só tem valor próprio pela oposição; se recear não existisse, todo seu conteúdo iria para os seus concorrentes. Inversamente, existem termos que se enriquecem pelo contato com outros. Assim, o valor de qualquer termo que seja está determinado por aquilo que o rodeia; nem sequer da palavra que significa "sol" se pode fixar imediatamente o valor sem levar em conta o que lhe existe em redor; línguas há em que é possível dizer "sentar-se ao sol".
O que se disse das palavras aplica-se a qualquer termo da língua, por exemplo às entidades gramaticais. Assim o valor de um plural português ou francês não corresponde ao de um plural sânscrito, mesmo que a significação seja a mais das vezes idêntica. Se as palavras estivessem encarregadas de representar os conceitos dados de antemão, cada uma delas teria, de uma língua para outra, correspondentes exatos para os sentidos, mas não ocorre assim.
- O valor linguístico considerado em seu aspecto material

Se a parte conceitual do valor é constituída unicamente por relações e diferenças com os outros termos da língua, pode-se dizer o mesmo da sua parte material. O que importa na palavra não é o som em si, mas as diferenças fônicas que permitem distinguir essa palavra de todas as outras, pois são elas que levam a significação.
Ademais, é impossível que o som, elemento material, pertença por si à língua. Ele não é, para ela, mais que uma coisa secundária, matéria que põe em jogo. Todos os valores convencionais apresentam esse caráter de não se confundir com o elemento tangível que lhes serve de suporte. Assim, não é o metal da moeda que lhe fixa o valor; um escudo, que vale nominalmente cinco francos, contém apenas a metade dessa importância em prata; valerá mais ou menos com esta ou aquela efígie, mais ou menos aquém ou além de uma fronteira política. Isso é ainda mais verdadeiro no que respeita ao significante linguístico; em sua essência, este não é de modo algum fônico; é incorpóreo, constituído, não por sua substância material, mas unicamente pelas diferenças que separam sua imagem acústica de todas as outras.
Esse princípio é tão essencial que se aplica a todos os elementos materiais da língua, inclusive os fonemas. Cada idioma compõe suas palavras com base num sistema de elementos sonoros cada um dos quais forma uma unidade claramente delimitada e cujo número está perfeitamente determinado. Mas o que os caracteriza não é, como se poderia crer, sua qualidade própria e positiva, mas simplesmente o fato de não se confundirem entre si. Os fonemas são, antes de tudo, entidades opositivas, relativas e negativas. Prova-o a margem de ação de que gozam os falantes para a pronunciação, contanto que os sons continuem sendo distintos uns dos outros.
Outro sistema de signos que se comprova existir idêntico estado de coisas é a escrita. De fato:
1. os signos da escrita são arbitrários; nenhuma relação existe entre a letra t e o som que ela designa;
2. o valor das letras é puramente negativo e diferencial; assim, a mesma pessoa pode escrever t com variantes tais como: T, t, dentre outras formas. A única coisa essencial é que este signo não se confunda em sua escrita, com o do l, do d, etc.;
3. os valores da escrita só funcionam pela sua oposição recíproca dentro de um sistema definido, composto de um número determinado de letras;
4. o meio de produção do signo é totalmente indiferente, pois não importa o sistema. Quer se escreva as letras em branco ou preto, em baixo ou alto relevo, com uma pena ou um cinzel, isso não tem importância para a significação.[1]

## Publicações
- (1878) Mémoire sur le système primitif des voyelles dans les langues indo-européennes [Dissertação sobre o sistema primitivo de vogais em línguas indo-européias]. Leipzig: Teubner. (online in Gallica Program, Bibliothèque nationale de France).
- (1881) De l'emploi du génitif absolu en Sanscrit: Thèse pour le doctorat présentée à la Faculté de Philosophie de l'Université de Leipzig [= On the Use of the Genitive Absolute in Sanskrit: Tese de doutorado apresentada ao Departamento de Filosofia de Leipzig Universidade]. Geneva: Jules-Guillamaume Fick. (online on the Internet Archive).
- (1916) Cours de linguistique générale, eds. Charles Bally & Alert Sechehaye, com a ajuda de Albert Riedlinger. Lausanne – Paris: Payot.
  - 1ª trad..: Wade Baskin, trans. Course in General Linguistics. Nova York: The Philosophical Society, 1959; posteriormente editado por Perry Meisel & Haun Saussy, NY: Columbia University Press, 2011.
  - 2ª trad..: Roy Harris, trans. Course in General Linguistics. La Salle, Ill.: Open Court, 1983.
- (1922) Recueil des publications scientifiques de F. de Saussure. Eds. Charles Bally & Léopold Gautier. Lausanne – Geneva: Payot.
- (1993) Saussure’s Third Course of Lectures in General Linguistics (1910–1911) from the Notebooks of Emile Constantin. (Série Linguagem e Comunicação, vol. 12). Texto em francês editado por Eisuke Komatsu & trans. por Roy Harris. Oxford: Pergamon Press.
- (1995) Phonétique: Il manoscritto di Harvard Houghton Library bMS Fr 266 (8). Ed. Maria Pia Marchese. Padova: Unipress, 1995.
- (2002) Écrits de linguistique générale. Eds. Simon Bouquet & Rudolf Engler. Paris: Gallimard. ISBN 978-2-07-076116-6.
  - Trans.: Carol Sanders & Matthew Pires, trans. Writings in General Linguistics. NY: Oxford University Press, 2006.
  - Este volume, que consiste principalmente de material publicado anteriormente por Rudolf Engler, inclui uma tentativa de reconstruir um texto a partir de um conjunto de páginas manuscritas de Saussure intituladas "A Dupla Essência da Linguagem", encontradas em 1996 em Genebra. Essas páginas contêm ideias já familiares aos estudiosos de Saussure, tanto da edição crítica de Engler do Curso quanto de outro manuscrito inacabado de Saussure, publicado em 1995 por Maria Pia Marchese.
- (2013) Anagrammes homériques. Ed. Pierre-Yves Testenoire. Limoges: Lambert Lucas.
- (2014) Une vie en lettres 1866 – 1913. Ed. Claudia Mejía Quijano. ed. Nouvelles Cécile Defaut.